# Hatsalatladi
Hatsalatladi is een dorp in het district Kweneng in Botswana. De plaats telt 726 inwoners (2011).